# Gōtoku Sakai
Gōtoku Sakai (酒井 高徳, Sakai Gōtoku), né le 14 mars 1991 à New York, est un footballeur international japonais. Il évolue actuellement au poste de défenseur latéral au sein du club japonais du Vissel Kobe.

## Biographie

### Jeunesse
Gōtoku Sakai naît à New York, de l'union d'une mère allemande et d'un père nippon. Il est formé au Sanjo SSS et au Reza FS avant de rejoindre l'Albirex Niigata. 

### Carrière professionnelle
Le 1er janvier 2012 il est prêté pour dix-huit mois avec option d'achat à VfB Stuttgart. Le 10 janvier 2013, il signe un transfert définitif au VfB Stuttgart et un contrat d'une durée de trois ans et demi.
Après quatre saisons à Stuttgart, Sakai rejoint le Hambourg SV en juillet 2015.

### Vie privée
Le 30 mars 2020, Sakai est confirmé positif au Covid-19, devenant ainsi le premier joueur de J-League à être identifié comme porteur de la maladie.

## Palmarès
Sakai est finaliste de la Coupe d'Allemagne en 2013 avec le VfB Stuttgart. Avec le Vissel Kobe, il remporte la Coupe du Japon en 2019. L'année suivante, Sakai soulève la Supercoupe du Japon.